# Olha Basarab
Olha Basarab, ukr. Ольга Басараб (z domu Łewyćka, ur. 1 września 1889 w Podgrodziu, zm. 12 lutego 1924 we Lwowie) – ukraińska działaczka społeczno-polityczna.

## Życiorys
Uczyła się w prywatnej pensji dla dziewcząt w Weißwasser, następnie ukończyła żeńskie liceum w Przemyślu, studiowała na Akademii Handlowej w Wiedniu. Już podczas nauki w liceum działała w ukraińskim ruchu niepodległościowym, była założycielką pierwszej żeńskiej drużyny Płastu. W latach 1910–1911 uczyła się w szkole handlowej i odbywałą praktyki w ukraińskiej unii kredytowej w Tarnopolu.
Podczas I wojny światowej była współorganizatorką pierwszego żeńskiego plutonu Legionu Ukraińskich Strzelców Siczowych. Oprócz tego działała w organizacjach charytatywnych: Komitecie Pomocy Rannym i Wziętym do Niewoli w Wiedniu oraz Komitecie Pomocy Ludności Cywilnej, za co była odznaczona przez Międzynarodowy Czerwony Krzyż. Była jedną z organizatorek i członkiem Zarządu Głównego Związku Ukrainek we Lwowie.
9 lutego 1924 została aresztowana we Lwowie przez polską Policję Państwową za przynależność do Ukraińskiej Organizacji Wojskowej. Po przesłuchaniu w nocy z 12 na 13 lutego 1924 została znaleziona martwa w celi, powieszona na ręczniku. Policja zataiła jej śmierć przed rodziną, przyjmując przez kilka dni przeznaczone dla niej paczki żywnościowe, utajniono również czas i miejsce pochówku, a prasie podano fałszywe personalia zmarłej. Według oficjalnej wersji policji i władz zmarła popełniła samobójstwo, według wersji ukraińskiej zmarła w wyniku tortur w śledztwie. Jej śmierć wywołała duże wzburzenie w ukraińskiej społeczności Galicji i zwiększyła opór przeciw polskim władzom.
Pochowana na Cmentarzu Janowskim we Lwowie.

## Literatura
- Енциклопедія українознавства, T. 1, Lwów 2000, s. 96, ISBN 5-7707-4048-5 (ukr.)
- Б. Мельничук, Б. Пиндус. Басараб Ольга Михайлівна w Тернопільський енциклопедичний словник, t. 1, s. 88. (ukr.)